# NonStop (servidors)
NonStop és una sèrie de servidors introduïts inicialment al mercat el 1976 per Tandem Computers Inc., començant amb la línia de productes NonStop. Va ser seguit per la línia Tandem Integrity NonStop d'ordinadors tolerants a errors, ara desapareguts (no s'ha de confondre amb l'última i molt diferent extensió de la línia de productes Hewlett-Packard Integrity). La línia de productes NonStop original l'ofereix actualment Hewlett Packard Enterprise a partir de la divisió de Hewlett-Packard Company el 2015. Atès que els sistemes NonStop es basen en un conjunt integrat de Servidors + Sistema Operatiu, Tandem i posteriorment HPE també van desenvolupar el sistema operatiu NonStop OS per aquest servidors..
Els sistemes NonStop són, fins a cert punt, autocuratius. Per evitar punts únics de fallada, estan equipats amb gairebé tots els components redundants. Quan falla un component de la línia principal, el sistema torna automàticament a la còpia de seguretat.
Aquests sistemes solen ser utilitzats per bancs, borses, aplicacions de pagament, empreses minoristes, serveis d'energia i serveis públics, organitzacions sanitàries, fabricants, proveïdors de telecomunicacions, transport i altres empreses que requereixen un temps de funcionament extremadament elevat.

## Història
Introduïda originalment el 1976 per Tandem Computers Inc., la línia va ser més tard comprada per Compaq el 1997, (empresa propietat de Hewlett-Packard Company des de 2003) i el 2015 passà a Hewlett Packard Enterprise. El 2005, es van introduir els servidors HP Integrity "NonStop i" (o TNS/E), basats en microprocessadors Intel Itanium. El 2014 es van introduir els primers sistemes "NonStop X" (o TNS/X), basats en processadors Intel x86-64. Les vendes dels sistemes basats en Itanium van finalitzar el juliol de 2020.
Les primeres aplicacions NonStop s'havien de codificar específicament per a la tolerància a errors. Aquest requisit es va eliminar el 1983 amb la introducció del Transaction Monitoring Facility (TMF), juntament amb el programes de gestió de transaccions Pathway i les aplicacions SCOBOL (o, més tard, el programes de gestió de transaccions NonStop Tuxedo), que gestiona els diferents aspectes de la tolerància a errors del sistema. nivell.

## Sistema operatiu
NonStop OS és un sistema operatiu basat en missatges dissenyat per a la tolerància a errors. Funciona amb parells de processos i garanteix que els processos de còpia de seguretat de les CPU redundants es facin càrrec en cas d'un procés o una fallada de la CPU. La integritat de les dades es manté durant aquestes adquisicions; no es perden ni es corrompeixen transaccions ni dades.
El sistema operatiu en conjunt s'anomena NonStop OS i inclou la capa Guardian, que és un component de baix nivell del sistema operatiu i la personalitat dels serveis de sistema obert (OSS) que s'executa sobre aquesta capa, que implementa una interfície semblant a Unix per a altres components del sistema operatiu a utilitzar.
El sistema operatiu i l'aplicació estan dissenyats per suportar el servidors tolerant a fallades. El sistema operatiu supervisa contínuament l'estat de tots els components, canviant el control segons sigui necessari per mantenir les operacions. També hi ha funcions dissenyades al programes que permeten escriure programes com a programes disponibles contínuament. Això s'aconsegueix mitjançant un parell de processos on un procés realitza tot el processament primari i l'altre serveix com a "còpia de seguretat en calent", rebent actualitzacions de les dades sempre que el principal arriba a un punt crític del processament. Si s'atura la principal, la còpia de seguretat entra per reprendre l'execució mitjançant la transacció actual.
Els sistemes admeten sistemes de gestió de bases de dades relacionals com NonStop SQL i bases de dades jeràrquiques com Enscribe .
Els idiomes admesos inclouen Java, C, C++, COBOL, SCOBOL (Screen COBOL), Transaction Application Language (TAL), etc. Utilitza el llenguatge de scripting i control de treballs TACL, i està escrit en TAL i C.

## Ordinadors
Els ordinadors HPE Integrity NonStop són una línia d'ordinadors servidors basats en missatges i tolerants a errors basats en la plataforma de processadors Intel Xeon i optimitzats per al processament de transaccions. S'han observat nivells de disponibilitat mitjans del 99,999%. Els sistemes NonStop presenten una arquitectura de processament massiu paral·lel (MPP) i proporcionen escalabilitat lineal. Cada CPU executa la seva pròpia còpia del sistema operatiu i els sistemes es poden ampliar fins a més de 4000 CPU. Aquesta és una arquitectura de res compartit : una disposició de "no compartir res" també coneguda com a multiprocessament acoblat lliurement .
A causa de la pila integrada de processador/ i una única imatge del sistema fins i tot per a les configuracions més grans, els requisits de gestió del sistema per als sistemes NonStop són bastant baixos. A la majoria de desplegaments només hi ha un únic servidor de producció.
La majoria dels clients també tenen un servidor de còpia de seguretat en una ubicació remota per a la recuperació de desastres . Hi ha productes estàndard per mantenir sincronitzades les dades de la producció i el servidor de còpia de seguretat, per exemple, el Remote Database Facility (RDF) d'HPE, per tant, hi ha una presa de control ràpida i poca o cap pèrdua de dades també en una situació de desastre amb el servidor de producció està desactivat o destruït.

## Database servers
HP també va desenvolupar un magatzem de dades i una línia de servidors d'intel·ligència empresarial, HP Neoview, basada en la línia NonStop.
Va actuar com a servidor de bases de dades, proporcionant NonStop OS i NonStop SQL, però no tenia la funcionalitat de processament de transaccions dels sistemes NonStop originals. La línia va ser retirada, i ja no es va comercialitzar, a partir del 24 de gener de 2011.